# Patrik Macej
Patrik Macej (* 11. června 1994, Ostrava) je český bývalý fotbalový brankář a mládežnický reprezentant. Momentálně působí jako trenér brankářů a mentální kouč. Jeho oblíbeným klubem je anglický Arsenal FC, mezi jeho oblíbené brankáře vždy patřili Petr Čech a Joe Hart. Jeho webové stránky jsou www.patrikmacej.cz

## Klubová kariéra
- FC NH Classic Ostrava (mládež)
- FC Baník Ostrava (mládež)
- FC Baník Ostrava 2013–2014
- MFK Zemplín Michalovce 2015–2017
- →  FK Slavoj Trebišov (hostování) 2015
- →  FC Lokomotíva Košice (hostování) 2015–2016
- DAC Dunajská Streda 2017–2019
- FK Železiarne Podbrezová 2019-2020

Patrik Macej začínal s kopanou v klubu FC NH Classic Ostrava. V osmi letech odešel do Baníku Ostrava. Dostal se zde i do A-týmu, kde plnil roli třetího brankáře, na své konto si tak nepřipsal žádný ligový start. Na začátku roku 2015 přestoupil na Slovensko do klubu MFK Zemplín Michalovce a absolvoval zde zimní přípravu. Poté odešel na půlroční hostování do týmu FK Slavoj Trebišov, kde debutoval ve druhé slovenské lize zápasem proti rezervnímu týmu MFK Košice (remíza 0:0). V sezóně 2015/16 (od srpna 2015 do června 2016) hostoval v klubu FC Lokomotíva Košice, kde se stal nejlepším hráčem 2.slovenské ligy. Poté se vrátil do Zemplínu Michalovce. V podzimní části sezóny 2016/17 Fortuna ligy se střídal v bráně Michalovců s Matúšem Kirou, v jarní části se stal brankářskou jedničkou. V červnu před ME U21 v roce 2017 se dohodl na tříleté smlouvě s klubem DAC Dunajská Streda. Po úspěšné sezóně přišlo zranění zad, které vyřadilo Patrika na celý rok mimo sestavu i kádr. Po dohodě s DAC Dunajská Streda ukončil svoje působení a odešel do FK Železiarne Podbrezová kde v sezóně 2019/20 odchytal pouhých 16 zápasů a zranění se v zimní přípravě obnovilo. Před koncem této sezóny v době Covidu Patrik ukončil fotbalovou kariéru. Na přelomu svých 26 narozenin se vydal na trenérskou dráhu brankářů.

## Reprezentační kariéra
Macej odehrál několik zápasů za české reprezentace do 16, 17 a 18 let (za U16 jeden zápas v roce 2010, za U17 jeden zápas v roce 2011, za U18 dva zápasy v roce 2011).
V české reprezentaci U21 debutoval 24. 3. 2017 na Městském stadionu v Karviné proti slovenské jedenadvacítce (výhra 4:1, odchytal poločas).
Trenér Vítězslav Lavička jej zařadil do 23členné nominace na Mistrovství Evropy do 21 let 2017 v Polsku.